# Nassach (Aidhausen)
Nassach ist ein Gemeindeteil der Gemeinde Aidhausen im unterfränkischen Landkreis Haßberge in Bayern.

## Geografie
Das Haufendorf Nassach liegt im Naturpark Haßberge südlich der Haßberge.
Nachbarorte sind Wetzhausen, Friesenhausen, Aidhausen, Birnfeld, Kerbfeld und Happertshausen.

## Geschichte
Nassach wurde vermutlich um 900 von aus dem heutigen Hessen stammenden Wehrbauern gegründet, die den Rennweg sichern sollten. In einer Urkunde von 1271 wurde der Ort erstmals genannt, als die Herrschaft von den Herren von Wildberg an die Grafen von Henneberg überging. Die schenkten ihr Gut 1353 dem Kloster Sonnefeld, das schließlich das ganze Dorf erwarb. Ab 1353 lag das Kloster im Herrschaftsbereich der Wettiner und somit auch Nassach als Exklave der späteren verschiedenen ernestinischen Fürstentümer. Dies waren Sachsen-Weimar (1565–1572), Sachsen-Coburg (1572–1633), Sachsen-Eisenach (1633–1638), Sachsen-Altenburg (1640–1672), Sachsen-Gotha-Altenburg (1672–1680) und Sachsen-Coburg (1680–1696). Es folgte 1668 die Verpfändung Nassachs an die Fuchs von Bimbach, ab 1702 an die Truchseß von Wetzhausen. Nach der Einlösung 1788 ging der Ort bis 1826 auf Sachsen-Hildburghausen und von 1826 bis 1918 auf das Herzogtum Sachsen-Coburg und Gotha über. Mit dem Freistaat Coburg (1918–1920) kam Nassach schließlich zum Freistaat Bayern.
Am 1. Juli 1974 wurde die Gemeinde im Zuge der Gebietsreform in Bayern in die Gemeinde Aidhausen eingegliedert.

## Museum
In Nassach gibt es seit 1970 das Schlepper-, Auto- und Gerätemuseum Hesse, auch Oldtimersammlung Fam. Hesse genannt. In einer großen Halle werden von der Familie Hesse Traktoren aus der Zeit zwischen den 1920er und 1950er Jahren sowie einige historische Autos, Motorräder, Fahrräder und Motoren ausgestellt. Eine Besichtigung des Museums, das rund 1000 Ausstellungsstücke beherbergt, ist nach Vereinbarung möglich.